# Lipstick (chanson de Jedward)
Pour les articles homonymes, voir Lipstick.
Singles de Jedward
All the Small Things
(2010) Bad Behaviour
(2011)
Singles par le représentant de l'Irlande au Concours Eurovision de la chanson
It's for You
(2010) Waterline
(2012)
Lipstick est une chanson du duo pop irlandais Jedward. Elle est écrite par les auteurs-compositeurs danois Lars Jensen et Martin Larsson et par le parolier britannique Dan Priddy. La chanson est le troisième single du duo et le premier titre tiré de leur second album studio Victory et est surtout connue pour avoir été la chanson représentant l'Irlande au Concours Eurovision de la chanson 2011 qui avait lieu à Düsseldorf en Allemagne.

## Genèse
Lipstick est enregistré durant décembre 2010 et janvier 2011 et est sélectionné pour être la chanson représentant l'Irlande à l'Eurovision 2011 le 11 février 2011, après l'interprétation de cinq chansons lors de la sélection nationale irlandaise,. Une sortie numérique du single a lieu le lendemain de la sélection.
La chanson est interprétée en direct lors du passage du pays en 19e et dernière position de  la seconde demi-finale de l'Eurovision qui a lieu le 12 mai. Jedward se qualifie pour la finale en prenant la 8e place de la demi-finale avec 68 points. Lors de la finale qui a lieu le 14 mai, le duo chante en 6e position et termine à la huitième place parmi les 25 candidats en compétition avec 119 points (dont les 12 points du Royaume-Uni, du Danemark et de la Suède) et permet à l'Irlande d'obtenir son meilleur résultat dans le concours depuis 11 ans. De plus, dans un vote organisé à part en Australie, la chanson est élue comme le titre le plus populaire.
La chanson est notable pour la première chanson originale du duo étant donné que leur premier album étant entièrement composé de reprises et de medleys. Le duo interprète la chanson dans The Late Late Show, à la suite de leur victoire dans la sélection irlandaise, le 12 février 2011,,. Ils chantent également une partie de la chanson durant la demi-finale en direct de Britain's Got Talent 2011.

## Réception critique
Nick Levene de Digital Spy attribue à la chanson trois étoiles sur cinq tandis que l'actrice de Coronation Street Michelle Keegan revendique que la chanson est  « entraînante » et « fantastique » et elle se penche pour une victoire du duo lors de l'Eurovision.

## Clips vidéos
Il existe deux clips vidéos de Lipstick. Le premier est produite par le diffuseur RTÉ dans le cadre de la promotion du titre pour l'Eurovision et inclut des images animées de John et d'Edward ainsi que des extraits de la performance de Lipstick par le duo lors de l'Eurosong. La seconde vidéo (connue comme la version parisienne) est réalisée par John et Edward eux-mêmes lors de vacances à Paris et comprend le duo interprétant la chanson dans plusieurs endroits parisiens dont la Tour Eiffel. 

## Ventes
Lipstick débute à la seconde place du classement irlandais des singles, le 13 février, seulement derrière Born This Way de Lady Gaga et débute à la 82e place du classement britannique où il monte jusqu'à la 40e lors de la semaine de la performance du duo à l'Eurovision. En Irlande, après cette performance, la chanson prend la première place du classement trois mois après sa sortie.

## Liste des pistes
1. Lipstick (Version radio) - 2 min 55
2. Lipstick (Version complète) - 3 min 51
3. Lipstick (Instrumentale) - 3 min 51

## Classements
| Classement (2011)                       | Meilleure position |
| --------------------------------------- | ------------------ |
| Allemagne (Media Control AG)            | 12                 |
| Autriche (Ö3 Austria Top 40)            | 3                  |
| Corée du Sud (GAON)                     | 8                  |
| Belgique (Flandre Ultratop 50 Singles)  | 14                 |
| Belgique (Wallonie Ultratop 50 Singles) | 26                 |
| Finlande (Téléchargements)              | 22                 |
| Irlande (IRMA)                          | 1                  |
| Pays-Bas (Single Top 100)               | 84                 |
| Royaume-Uni (UK Singles Chart)          | 40                 |
| Suède (Sverigetopplistan)               | 11                 |
| Suisse (Schweizer Hitparade)            | 28                 |

## Historique de sortie
| Pays        | Date de sortie  | Format         |
| ----------- | --------------- | -------------- |
| Irlande     | 12 février 2011 | Téléchargement |
| Royaume-Uni | 12 février 2011 | Téléchargement |
| Irlande     | 21 février 2011 | CD single      |
| Royaume-Uni | 21 février 2011 | CD single      |